# Hotel Karmeliten

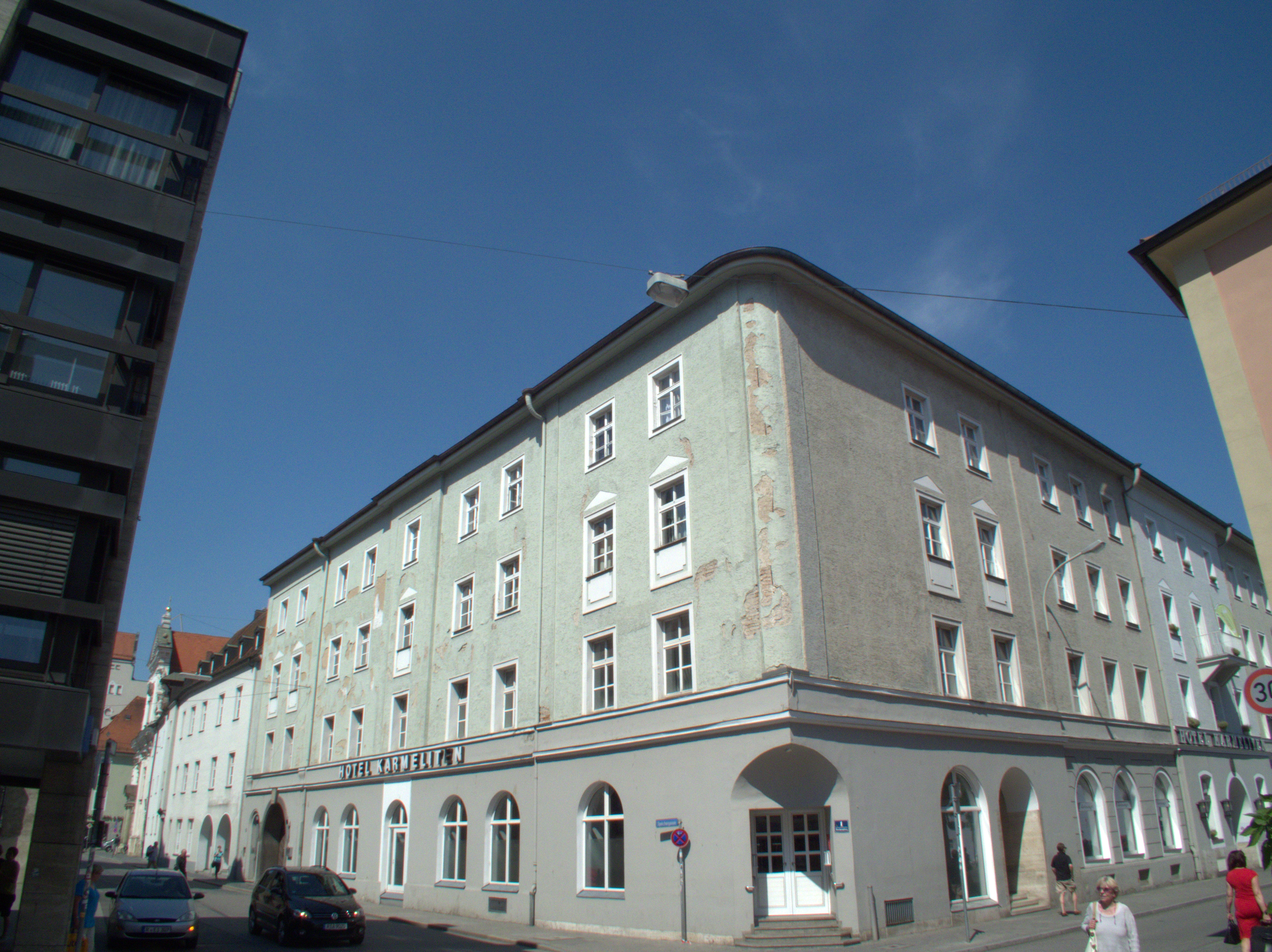
Hotel Karmeliten vor dem Abbruch Westfassade (links) / Südfassade (rechts)

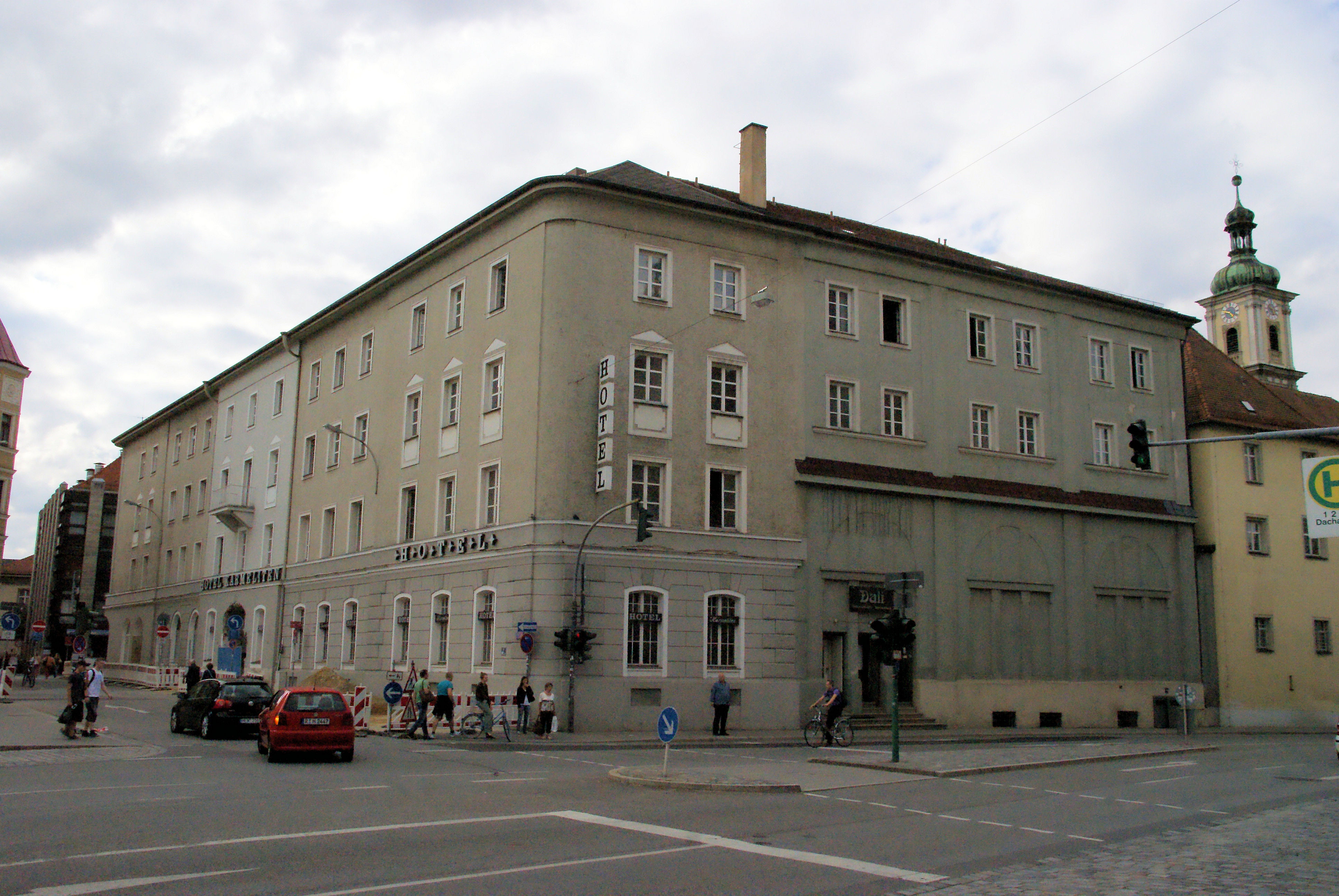
Hotel Karmeliten vor dem Abbruch Südfassade (links) / Ostfassade (rechts)

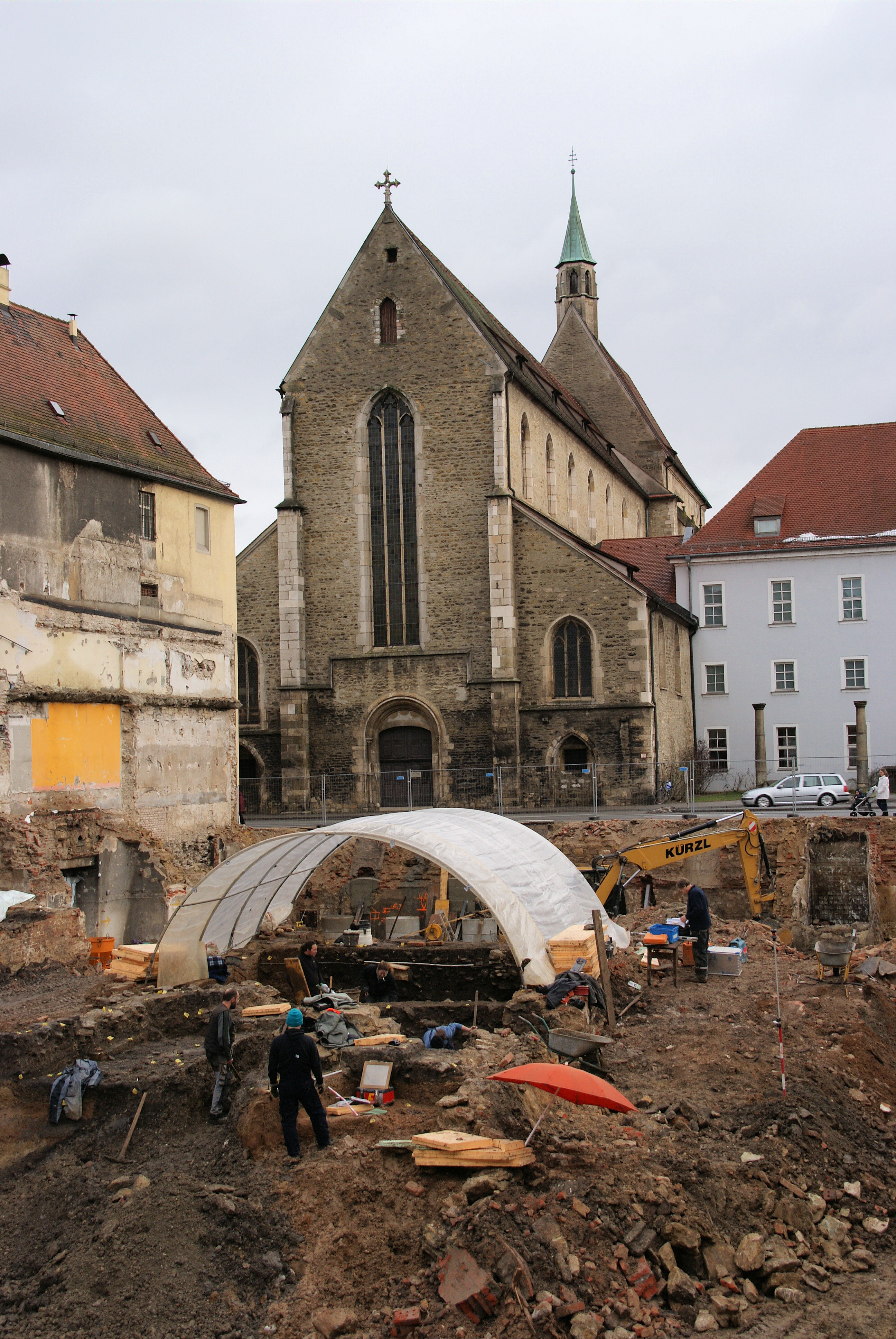
Archäologische Grabungen nach Abbruch des Hotels

Das große, mehrstöckige Hotel Karmeliten stand bis 2012 in der Altstadt von Regensburg, nordwestlich am Dachauplatz, mit Fassaden zur südlichen Drei-Kronen-Gasse und zum Dachauplatz, zur westlichen Speichergasse (Verlängerung der Maximilianstraße) und zur östlichen Adolph-Kolping-Straße.
An Stelle einiger Gebäude des Karmelitenklosters und des späteren Karmelitenhotels mit eigener Brauerei entstand dort nach 2012 auf 7.500 Quadratmetern ein Gebäudekomplex, bezeichnet als „Palais Karmeliten am Dom“ mit Supermarkt, einer Bäckerei und knapp 180 Wohnungen. Der Neubau ist etwas höher als der Vorgängerbau und besitzt ein Stockwerk mehr.
Der Abriss des alten Hotels Karmeliten wurde zunächst nur mit der Auflage des Bayerischen Landesamtes für Denkmalpflege erlaubt, die seit 1932 bestehenden Fassaden mit Rundbögen zu erhalten. Da die Gefahr bestand, das dann benötigte neue Fundament zur Stabilisierung der alten Gebäudefassaden könnte das im Boden befindliche Bodendenkmal Regensburger Römermauer beschädigen, wurde am Ende doch dem Abriss der Fassaden zugestimmt, da dem Schutz der römischen Bodendenkmäler Vorrang eingeräumt werden musste.
Das alte Hotelgebäude und das neue Kaufhausgebäude stehen auf einem historisch sensiblen Terrain, nämlich auf der Ostmauer des römischen Legionslagers „Castra Regina“, am Standort des Osttores, der Porta principalis dextra des römischen Kastells. Bereits 1873 war hier beim damaligen Neubau der Karmelitenbrauerei der Fundort der 5 m langen Steintafel mit der Gründungsinschrift des römischen Legionslagers Castra Regina, auf der das Jahr 179 n. Chr. als Jahr der Gründung des Lagers angegeben ist. Diese Tafel zählt zu den wichtigsten Exponaten des Historischen Museums Regensburg und zu den bedeutendsten römischen Inschriften nördlich der Donau.
Auch bei den Baumaßnahmen zum neuen „Palais Karmeliten am Dom“ wurden im Januar 2013 archäologische Grabungen auf einer kleinen, trotz der unzulänglichen Grabungsmaßnahmen im 19. Jahrhundert noch relevanten Baufläche durchgeführt. Neben Erkenntnissen über die zerstörerischen Vorgängermaßnahmen ergab sich ein Überraschungsfund. Gefunden wurde eine vollplastische, hochwertig gearbeitete, weitgehend intakte Figur eines Bronzepferdchens, ein Fund, der große Aufmerksamkeit in der Öffentlichkeit fand.
Die Regensburger Altstadtfreunde kritisierten den Abbruch des alten Hotels Karmeliten und das Neubauvorhaben als „Profitmaximierung bei geringstmöglichem Investitionsvolumen“.

## Geschichte
1858 war der Brauer Franz Josef Bergmüller (1833–1890) neuer Besitzer der ehemaligen Brauerei des Karmelitenklosters geworden und hatte die Brauerei zu einem Hotelbetrieb ausgebaut. Als Nachfolger seines Vaters, der 1888 auch Bauherr des Parkhotels in der Maximilianstraße geworden war, übernahm nach dem Tod des Vaters sein Sohn Ludwig Bergmüller (1871–1930) die Hotels.
Das Karmelitenhotel wurde 2012 an das Immobilienzentrum Regensburg veräußert, das das traditionsträchtige Hotel, in dem schon Marlene Dietrich, Ivan Rebroff und Gunther Sachs übernachtet hatten, zugunsten von Wohnungen und Luxusappartements abreißen ließ.